# Lexigrama
Un lexigrama es un conjunto de letras o símbolos, que unidos, forman palabras. 
Los lexigramas se han usado durante décadas, principalmente en lingüística y de manera particular en zoología, donde estos se emplean para evaluar el comportamiento animal, en estudios de la comunicación e inteligencia. Por ejemplo, los animales aprenden a asociar un triángulo rojo con comida. Entonces, cuando un animal indica este símbolo, un investigador le proporciona alimento. Este método se ha venido usado desde 1970 para comunicarse con los gorilas y chimpancés.

## Etimología
La palabra proviene del griego «lexikos» (λεξικός), que significa «perteneciente a las letras», y «gramma» (γράμμα), que significa «escritura». Entonces, lexigrama significa literalmente «letras (o símbolos) que crean palabras».

## Juego de palabras
Los lexigramas, al igual que los anagramas se crean buscando palabras "ocultas" en la palabra o frase a lexigramar, con la diferencia de que el lexigrama puede hacer uso de solo unas cuantas letras del mismo para formar palabras, que a su vez pueden ser usadas para crear toda una oración o, en algunos casos, poemas o párrafos completos.

## Misticismo
Los lexigramas se usan para descubrir las propiedades místicas en los nombres propios, de manera similar a la onomancia y la numerología. Se usan para descifrar el significado espiritual del nombre de una persona, basándose en la “vibración” o en la “energía” de las letras que lo componen.

Este tipo de interpretación usualmente revela códigos o mensajes ocultos en el nombre de la persona, sin embargo su veracidad o su valor espiritual está sujeto completamente a la interpretación personal. 
- Datos: Q5974195